# Coutiches
Coutiches is een gemeente in het Franse Noorderdepartement (Frans: département du Nord). De gemeente telde 3.341 inwoners op 1 januari 2022.

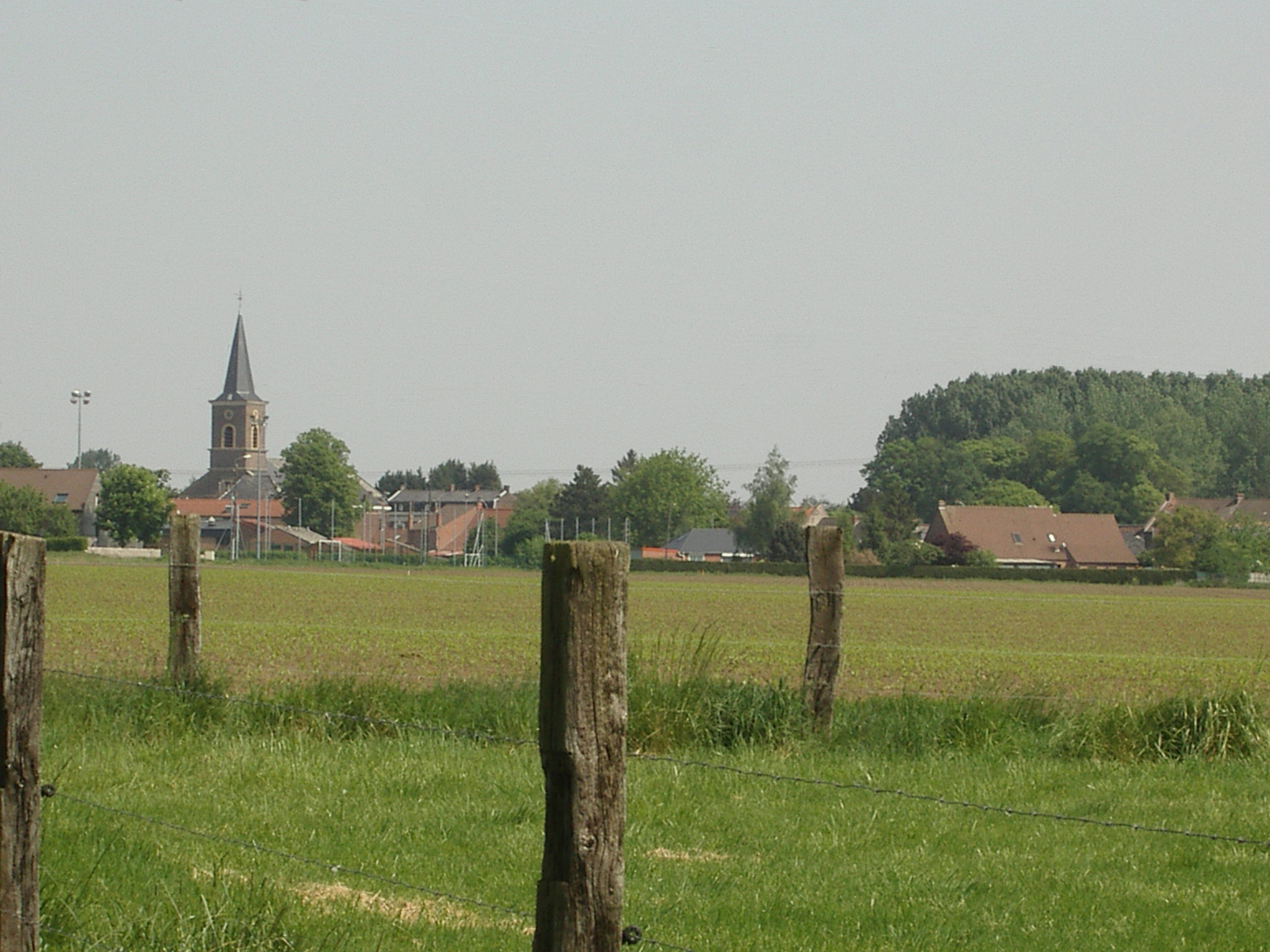
Zicht op Coutiches

## Geografie
De oppervlakte van Coutiches bedroeg op 1 januari 2022 16,34 vierkante kilometer; de bevolkingsdichtheid was toen 204,5 inwoners per km².

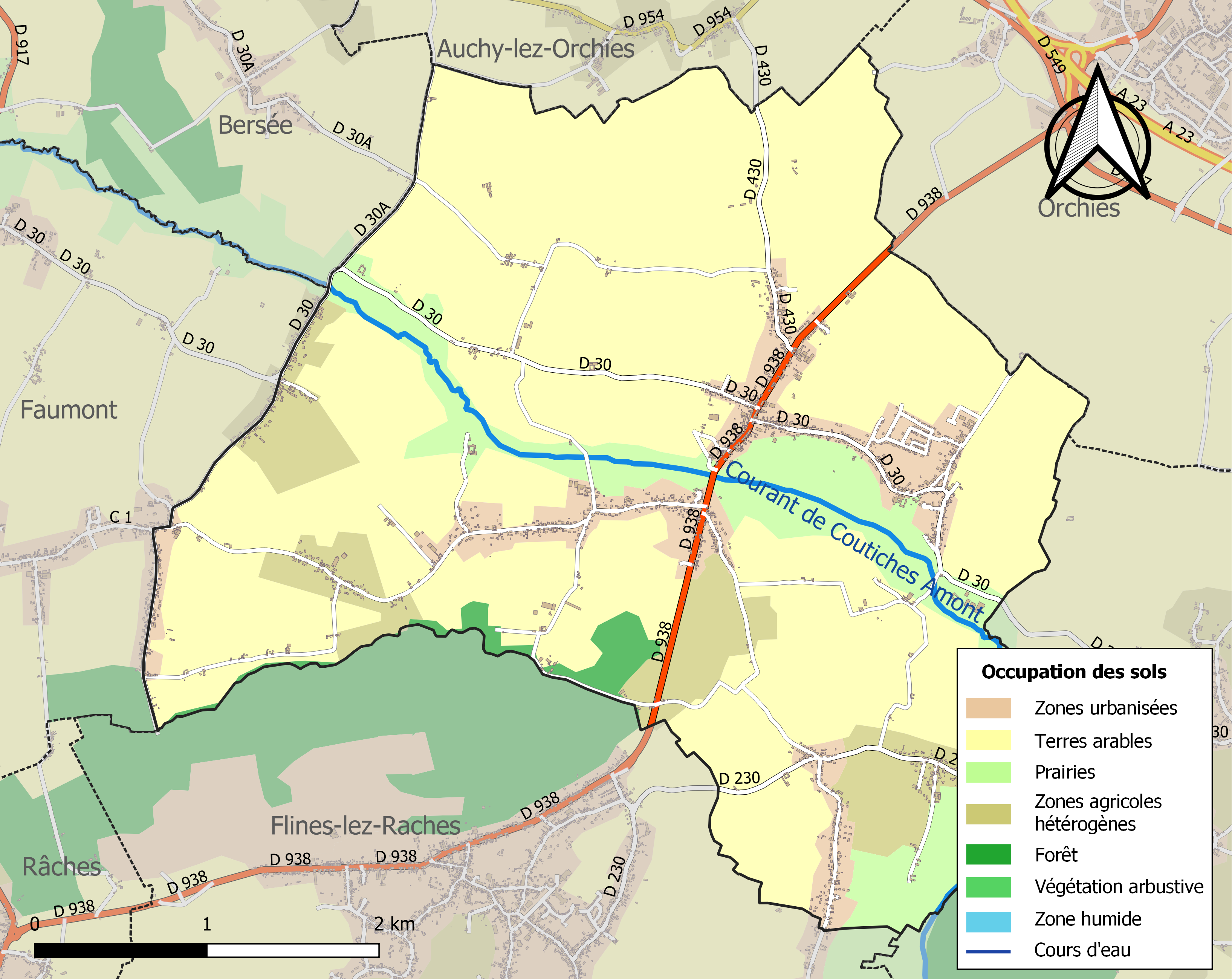
Kaart van de gemeente met belangrijkste infrastructuur, bodemgebruik en omliggende gemeenten

## Bezienswaardigheden
- De Onze-Lieve-Vrouw-van-Foykerk (Église Notre-Dame-de-Foy) is vernoemd naar de bedevaartplaats Foy-Notre-Dame in België. Dit neoclassicistisch kerkgebouw is van 1823.

## Natuur en landschap
De hoogte aan de kerk bedraagt 29 meter.

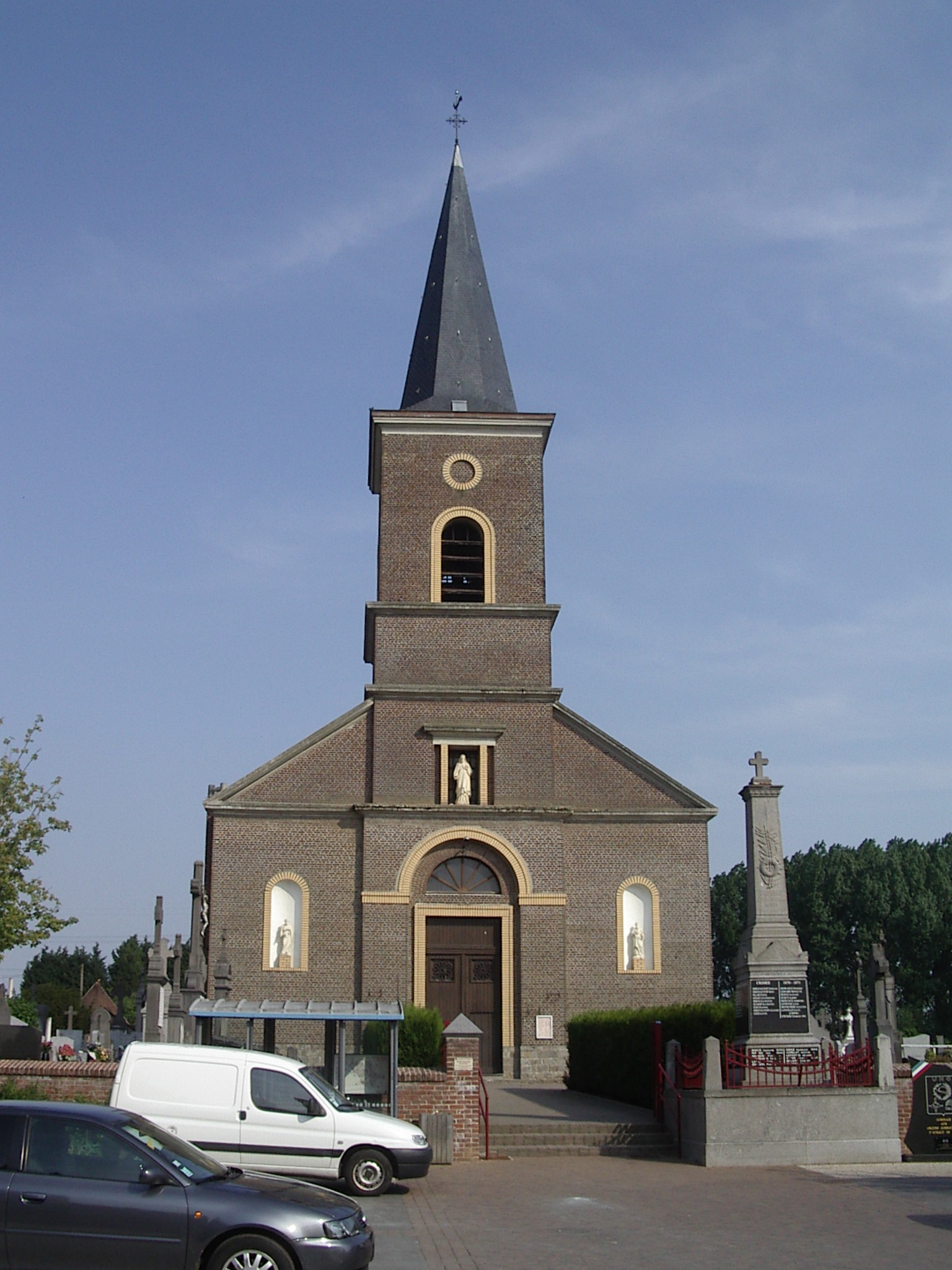
Onze-Lieve-Vrouw-van-Foykerk

## Demografie
Verloop van het inwonertal (bij volkstellingen) sinds 1962.

## Nabijgelegen kernen
Orchies, Bouvignies, Auchy-lez-Orchies, Bersée, Faumont, Flines-lez-Raches
Aix-en-Pévèle · Anhiers · Auby · Auchy-lez-Orchies · Beuvry-la-Forêt · Bouvignies · Coutiches · Faumont · Flines-lez-Raches · Landas · Nomain · Orchies · Râches · Raimbeaucourt · Roost-Warendin · Saméon